# タモツ・シブタニ
タモツ・シブタニ（Tamotsu Shibutani、1920年10月15日 - 2004年8月8日）は、アメリカ合衆国の社会学者、社会心理学者。主として、シンボリック相互作用論、準拠集団論、集合行動論、民族問題の分野で功績を残した。

## 経歴
日系アメリカ人2世としてカリフォルニア州ストックトンに生まれた（よって漢字表記は存在しない）。カリフォルニア大学バークレー校を経て、シカゴ大学大学院で、ハーバート・ジョージ・ブルーマー、エヴェレット・ヒューズ(Hughes, E.C.)、ルイス・ワース等に学ぶ。1948年同大より博士号を取得。シカゴ大学、カリフォルニア大学バークレー校、カリフォルニア大学サンタバーバラ校などを歴任。1986年に、シンボリック相互作用論学会(Society for the Study of Symbolic Interaction)よりジョージ・ハーバート・ミードを記念したミード賞(George Herbert Mead Award)を授与されている。いわゆる「社会学のシカゴ学派」の第4世代、「シカゴ学派シンボリック相互作用論」の第2世代に位置し、その研究領域は、シンボリック相互作用論、準拠集団論、集合行動論、民族問題など多岐にわたる。

## 論文
- Reference Groups as Perspectives, The American Journal of Sociology, 60 (6), (1955)[4]
- Society and Personality, (1961).
- Ethnic Stratification, (1965).
- Improvised News: A Sociological Study of Rumor, (1966).
- The Derelicts of K Company, (1978).
- Social Processes, (1986).

## 日本語訳著書
- 『流言と社会』（東京創元社, 1985年）
- シブタニタモツ著（木原綾香, 奥田真悟, 桑原司訳）「パースペクティブとしての準拠集団」『Discussion papers in economics and sociology』第1301巻、鹿児島大学、hdl:10232/18398、ISSN 1347-085X、CRID 1050564288835591808。

## 日本語文献
- 船津衛、1976年『シンボリック相互作用論』恒星社厚生閣（第2章第2節）。
- 片桐雅隆、1989年「社会的世界の社会学」片桐雅隆編『意味と日常世界』世界思想社。
- 片桐雅隆、1995年「現代のシンボリック相互作用論者－－シブタニ」船津衛・宝月誠編『シンボリック相互作用論の世界』恒星社厚生閣。